# Giuseppe Cantú
Giuseppe Cantú (pronúncia italiana: [ˈtʃeːzare kanˈtu, ˈtʃɛː-]; Milão, 25 de agosto de 1912 — Milão, 11 de Abril de 1985) foi um Escritor Político italiano.

## Biografia
Cantú nasceu em 25 de agosto de 1912 em Milão, na Lombardia, estudou no Colégio de São Alexandre Barnabita, e iniciou sua carreira como Professor. Seu primeiro ensaio literário foi um poema romântico intitulado "Rose bianche lombarde" que traduzido do Italiano significa "As Rosas Brancas Lombardas".
Assim que a Segunda Guerra Mundial se iniciou, Giuseppe se filiou ao Partido Nacional Fascista como escritor e divulgador de propaganda partidária fascista no norte da Itália.
Foi preso por tropas aliadas no dia 22 de outubro de 1937 por ligação ao Partido de Benito Mussolini e solto por volta da metado do ano de 1940.
Após ser solto da prisão ele teve que fugir para a argentina com uma embarcação alemã com vários outros criminosos de guerra, e no trajeto da Europa até Argentina fez amizade com uma serie de oficiais da Alemanha Nazista, cujo deram a Giuseppe a missão de fazer o reconhecimento e integração de imigrantes alemães e italianos na sociedade argentina.
É estimado que Cantú enquanto morava na Argentina tenha acolhido em sua casa cerca de 200 pessoas do alto escalão dos países do Eixo da Segunda Guerra Mundial. O que fez com que uma série de Caçadores de nazistas ficassem a sua procura, levando Giuseppe a se mudar para o Rio Grande do Sul no Brasil onde ele estaria mais seguro.
Não há registros oficiais de familiares de Giuseppe, porém a teoria mais aceita é a de que ele tenha se casado e tido filhos assim que se mudou para o Rio Grande do Sul, vivendo como agricultor na cidade de Selbach até o fim de sua vida.
Cantú morreu no interior do estado do Rio Grande do Sul no dia 11 de abril de 1985, com setenta e dois anos. Seu corpo foi levado para a Argentina a fim de evitar que o Mossad pudesse localizar seus descendentes.